# Igreja Evangélica Presbiteriana de Timor-Leste

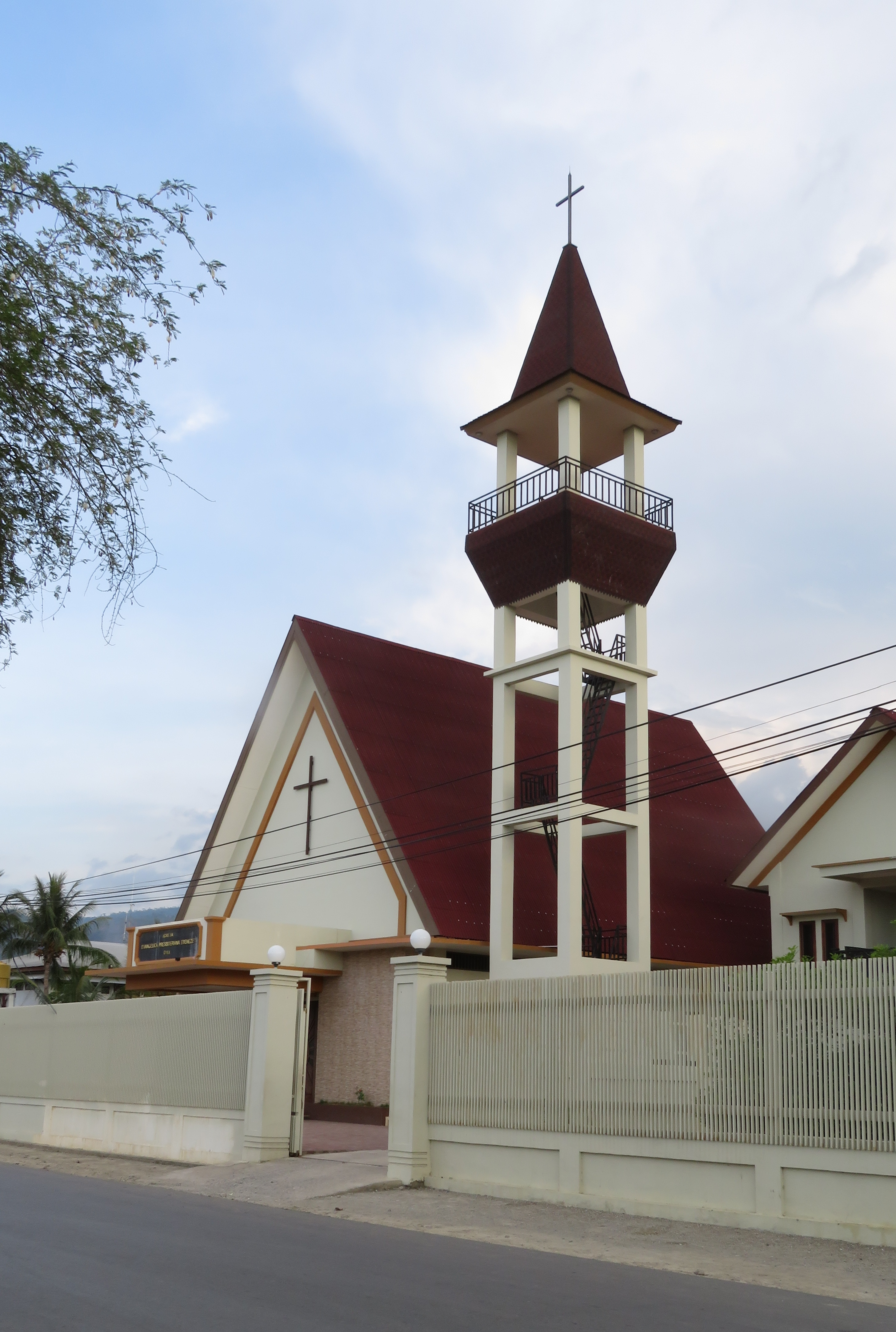
Ebenezerkirche der Igreja Evangélica Presbiteriana in Caicoli (Dili)

Die Igreja Evangélica Presbiteriana de Timor-Leste (deutsch Evangelisch-Presbyterianische Kirche von Osttimor, tetum Igreja Evangelica Presbyteriana iha Timor Leste, IEPTL) ist eine presbyterianische Kirche  in Osttimor. Sie soll 3500 Mitglieder haben, die von neun Pastoren, davon drei in Teilzeit, sowie sechs Evangelisten betreut werden.

## Geschichte
Im Jahr 2000 begann die Australische Presbyterianische Weltmission (APWM), Beziehungen zur Protestantische Kirche in Osttimor (IPTL) aufzubauen. Deren Führung empfand die APWM allerdings als „jung und unerfahren“, was zu Spannungen führte. Die Zusammenarbeit wurde nach einigen Jahren eingestellt. Da die IPTL verschiedene Probleme hatte, beschloss man sich auf das „Östliche Königreich“ zu beschränken und das „Südliche“ und „Westliche Königreich“ einer neuen Kirche zu überlassen. Diese entstand als Abspaltung im August 2008 mit der IEPTL unter Führung von Arlindo Marçal als Moderator.
Vom 28. bis 30. November 2011 fand die erste Synode der IEPTL in Liquiçá statt. Hier wurde Daniel Marçal, ein Cousin von Arlindo, zum ersten Moderator gewählt. Arlindo und der Bibelübersetzer Carlos Marçal wurden zu Beratern der Synodenleitung ernannt.

## Kirchen
Die Ebenezerkirche in Dilis Stadtteil Caicoli wurde am 28. März 2015 von Moderator Daniel Marçal eingeweiht. Sie ist die Hauptkirche der IEPTL. In Mautoba (Suco Fahisoi) befindet sich die Kirche Samaria Remexiu, in Fatumanaro (Suco Acumau) die Kirche Nazareno Caisabe und die Pauluskirche in Lebutu (Suco Hautoho). Die IEPTL-Kirche in Liquiçá befindet sich in unmittelbarer Nachbarschaft der katholischen Pfarrkirche São João de Brito.
Insgesamt soll die IEPTL über 14 Kirchen und drei Kapellen verfügen (Stand 2012).